# Трубачёв, Михаил Григорьевич
Михаил Григорьевич Трубачёв (7 января 1920 — 8 января 2011) — помощник командира взвода разведки 50-го гвардейского кавалерийского полка 13-й гвардейской кавалерийской дивизии конно-механизированной группы 2-го Украинского фронта, гвардии старший сержант, участник Великой Отечественной войны, кавалер ордена Славы трёх степеней. Почётный гражданин города Валуйки Белгородской области, посёлка Мучкап Тамбовской области и города Сочи (1999).

## Биография

### Ранние годы
Родился 7 января 1920 года в селе Мучкап (ныне ‒ рабочий посёлок Мучкапский Мучкапского района Тамбовской области) в многодетной крестьянской семье, в которой вместе с ним росли 8 детей. Русский. Член ВКП/КПСС с 1946 года. В 1928—1936 годах учился в Мучкапской школе колхозной молодёжи, в 1936—1940 годах ‒ в Балашовском техникуме механизации сельского хозяйства (окончил три курса).
С октября 1940 года по январь 1942 года ‒ курсант запаса среднего комсостава при 122-м кавалерийском полку.

### В годы Великой Отечественной войны
В боях на фронтах Великой Отечественной войны с января 1942 года. В боях за Родину был дважды ранен (в августе 1943 года и в феврале 1944 года), но после лечения неизменно возвращался в строй.
Помощник командира взвода разведки 50-го гвардейского кавалерийского полка (13-я гвардейская кавалерийская дивизия, конно-механизированная группа, 1-й Украинский фронт) гвардии старший сержант Трубачёв Михаил Григорьевич в составе группы поиска 2 февраля 1944 года проник в расположение врага в районе шоссейной дороги Дубно-Луцк и собрал сведения о дислокации его живой силы и боевой техники. Захватил «языка» и доставил его в штаб полка. 4 февраля 1944 года в составе группы одним из первых проник в населённый пункт Млынов и уничтожил до 10 гитлеровцев. Из наградного листа: 

«первым ворвался во главе взвода на окраину города Млынова, стремительной сабельной атакой, огнем из автоматов и ручными гранатами создал панику, сбил противника с занимаемого рубежа, чем способствовал успешному продвижению наступавших подразделений…» — 
Приказом по 13-й гвардейской кавалерийской дивизии № 04/н от 16 февраля 1944 года гвардии старший сержант Трубачёв Михаил Григорьевич награждён орденом Славы 3-й степени.
Гвардии старший сержант М. Г. Трубачёв в составе группы разведчиков того же полка и дивизии (конно-механизированная группа, 2-й Украинский фронт) проник в тыл противника в районе города Дебрецен (Венгрия) и осуществил сбор данных о дислокации его живой силы и боевой техники. При возвращении с задания разведчики были вынуждены вступить в бой с противником. В этой схватке М. Г. Трубачёв лично сразил 5 пехотинцев и 3 взял в плен. 14 октября 1944 года возглавил группу поиска и в районе населённого пункта Хайду-Сават (Венгрия) уничтожил 4 гитлеровцев, а 2 пленил.
Приказом по войскам конно-механизированной группы № 09/н от 30 января 1945 года гвардии старший сержант Трубачёв Михаил Григорьевич награждён орденом Славы 2-й степени.
Гвардии старший сержант М. Г. Трубачёв во главе конной разведывательной группы 28 марта 1945 года проник в район города Нове-Замки (Чехословакия) и установил дислокацию живой силы и боевой техники противника. 1 апреля 1945 года в составе группы захвата в районе станции Бохонь участвовал в разведке боем и захватил в плен 8 солдат и офицеров, которые дали ценные сведения.
Указом Президиума Верховного Совета СССР от 15 мая 1946 года за мужество, отвагу и героизм, проявленные на фронте борьбы с немецко-фашистскими захватчиками, гвардии старший сержант Трубачёв Михаил Григорьевич награждён орденом Славы 1-й степени. Стал полным кавалером ордена Славы.
Победу встретил в мае 1945 года юго-западнее Праги (Чехословакия).

### После войны
Участвовал в Параде Победы на Красной площади в Москве 24 июня 1945 года.
В 1946 году был демобилизован.
По партийному призыву направился в Казахстан работать на медеплавильном комбинате в Казахской ССР. Там же встретил Валерию Григорьевну, бывшую фронтовичку, ставшую ему женой и матерью двоих детей.
А потом был Сахалин, куда чета Трубачёвых попала по оргнабору. Здесь он был лесорубом, трактористом и мастером по лесозаготовкам в Сахалинской области. Окончил Южно-Сахалинский лесной техникум. Окончив вечерний факультет университета марксизма-ленинизма, был утверждён заведующим отделом районного комитета КПСС, затем работал парторгом леспромхоза. Работал председателем исполкома городского совета города Красногорск Московской области.
В 1962 году Трубачёв переехал жить и работать в Адлер. Свою трудовую деятельность он начал в стройгруппе аэродрома. В дальнейшем работал на различных ответственных и руководящих должностях, вёл большую общественную работу в Ассоциации Героев Советского Союза Краснодарского края, активно участвовал в жизни Адлера по военно-патриотическому воспитанию молодёжи.
В 80-летие М. Г. Трубачёва присвоили звание Почётного гражданина г. Сочи. Вёл активную общественную деятельность, а также патриотическую работу среди молодёжи и населения.
Участник юбилейных Парадов Победы на Красной площади в Москве в 1975, 1995 и 2000 годах.
Жил в городе Сочи. Скончался 8 января 2011 года. Похоронен на Адлерском центральном (старом) кладбище в городе Сочи.

## Награды
- Орден Отечественной войны I степени (11.03.1985)[9]
- Полный кавалер ордена Славы:
  - орден Славы I степени (15.05.1946)[10];
  - орден Славы II степени (30.01.1945)[11];
  - орден Славы III степени (16.02.1944)[7];
- медали, в том числе:
  - «За отвагу» (18.08.1944)[12];
  - «За освобождение Праги» (9.6.1945)[13];
  - «В ознаменование 100-летия со дня рождения Владимира Ильича Ленина» (6 апреля 1970)
  - «За победу над Германией в Великой Отечественной войне 1941—1945 гг.» (9 мая 1945[14])[15];
  - «20 лет Победы в Великой Отечественной войне 1941—1945 гг.» (7 мая 1965[16])
  - «30 лет Победы в Великой Отечественной войне 1941—1945 гг.»[17]
  - 40 лет Победы в Великой Отечественной войне 1941—1945 гг.[18]
  - Юбилейная медаль «50 лет Победы в Великой Отечественной войне 1941—1945 гг.»[19]
  - «30 лет Советской Армии и Флота»[20]
  - «40 лет Вооружённых Сил СССР»[21]
  - «50 лет Вооружённых Сил СССР» (26 декабря 1967[22])
- Знак «25 лет победы в Великой Отечественной войне» (1970)
- медаль за трудовую доблесть,
- памятная медаль администрации Краснодарского края «За выдающийся вклад в развитие Кубани»[2].

## Память

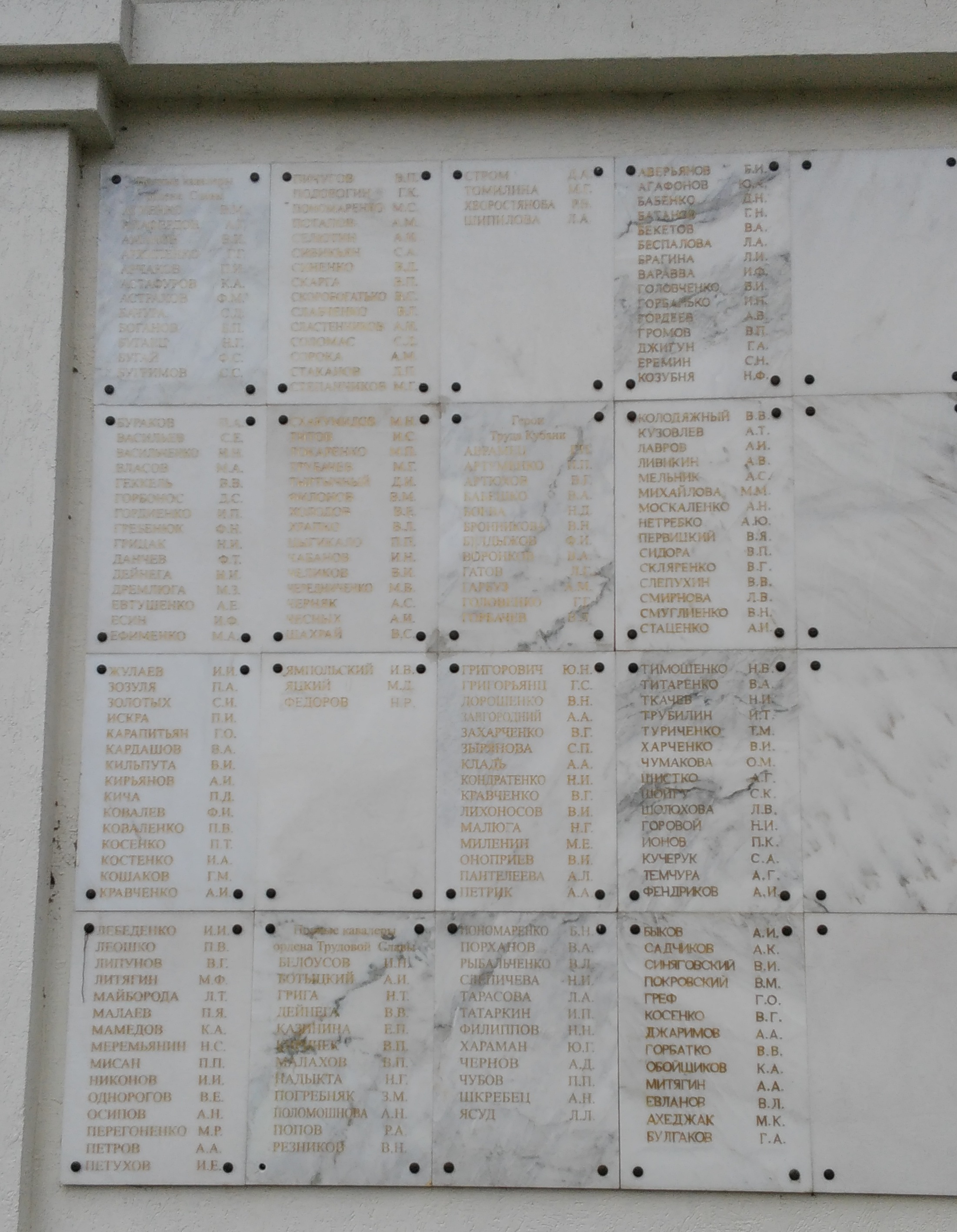
Мемориальная доска с именами полных кавалеров Ордена Славы в Краснодаре.

- В Краснодаре установлена Мемориальная доска с именами полных кавалеров Ордена Славы
- На могиле установлен надгробный памятник
- Его имя увековечено в Главном Храме Вооружённых сил России, и навсегда запечатлено на мемориале «Дорога памяти»
- Имя М. Г. Трубачева занесено в списки на Почетных аллеях в городах Москве, Сочи, Адлере[2].
- Имя героя увековечено на монументе адлерцам-Героям в сквере имени Бестужева в городе Сочи.